# Улица Ленина (Орехово-Зуево)
У́лица Ле́нина — главная улица подмосковного города Орехово-Зуево. Названа в 1924 году в честь Владимира Ильича Ленина. До этого называлась Нико́льской у́лицей — по наименованию Никольской мануфактуры фабрикантов Морозовых. В 2002 году была предпринята попытка восстановления исторического названия улицы.
Протяжённость улицы — 3,5 км. Проходит от Егорьевской улицы до улицы Кирова (в районе железнодорожной платформы Крутое).

## Достопримечательности

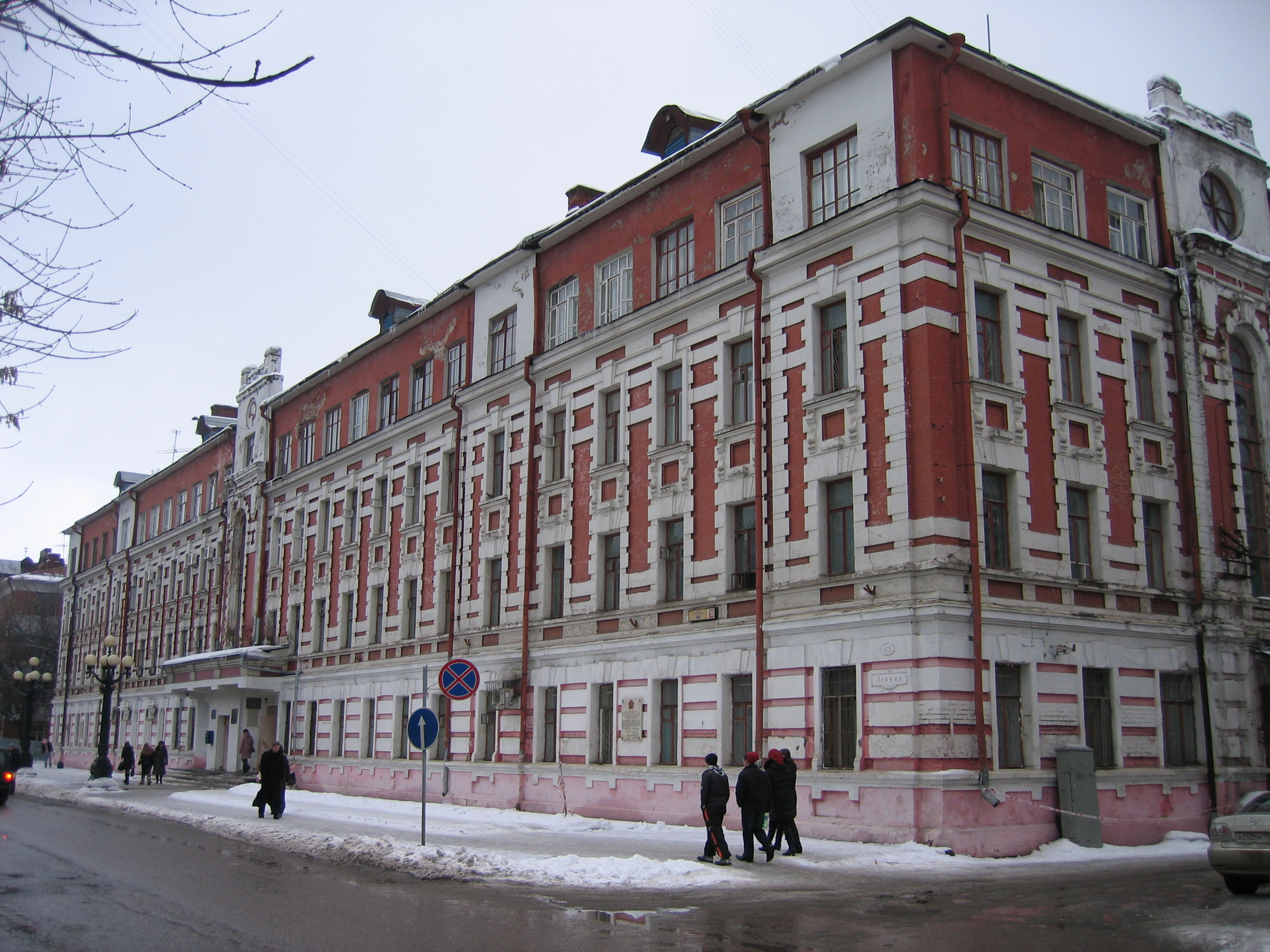
Дом Советов
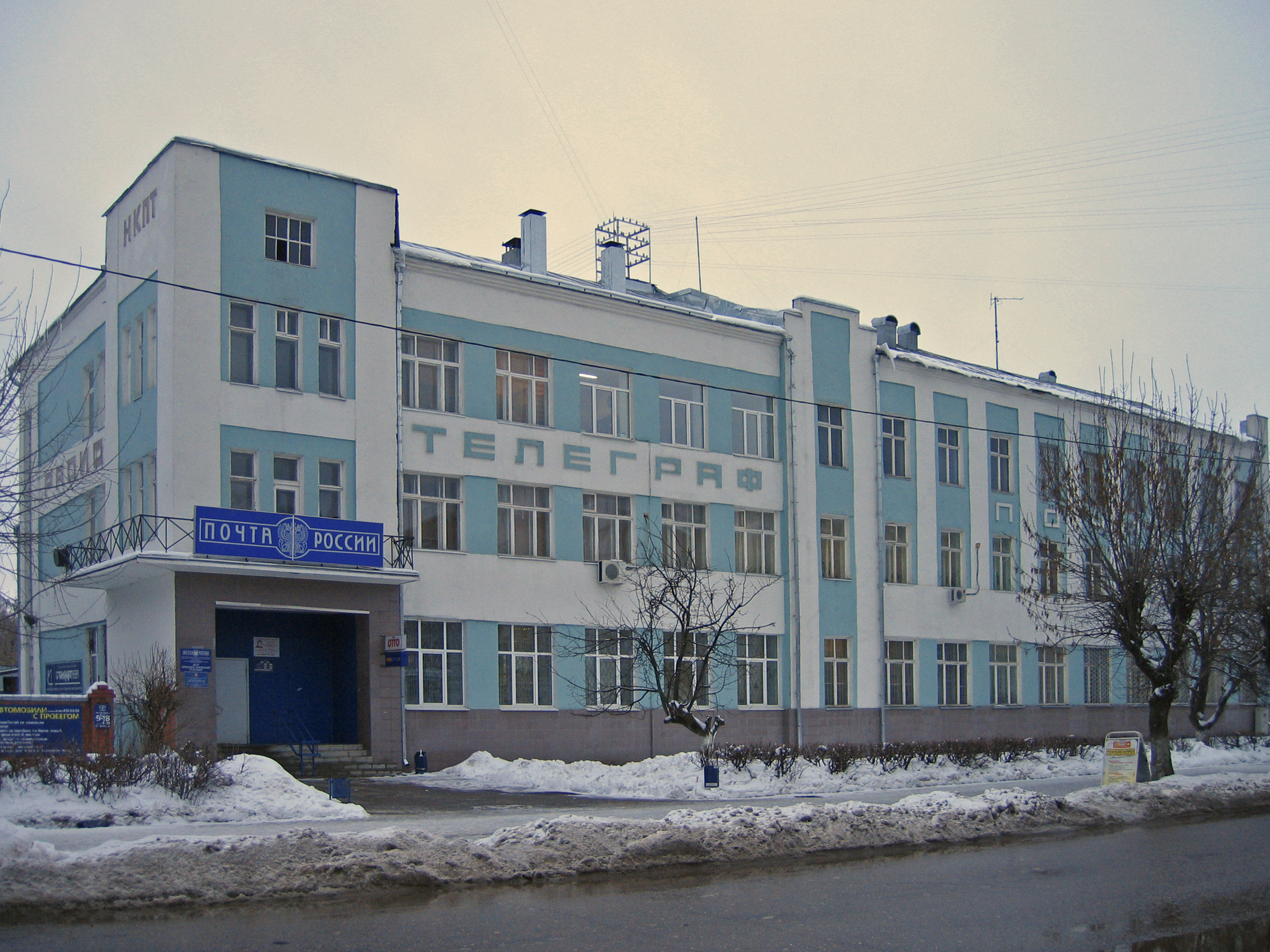
Главпочтамт
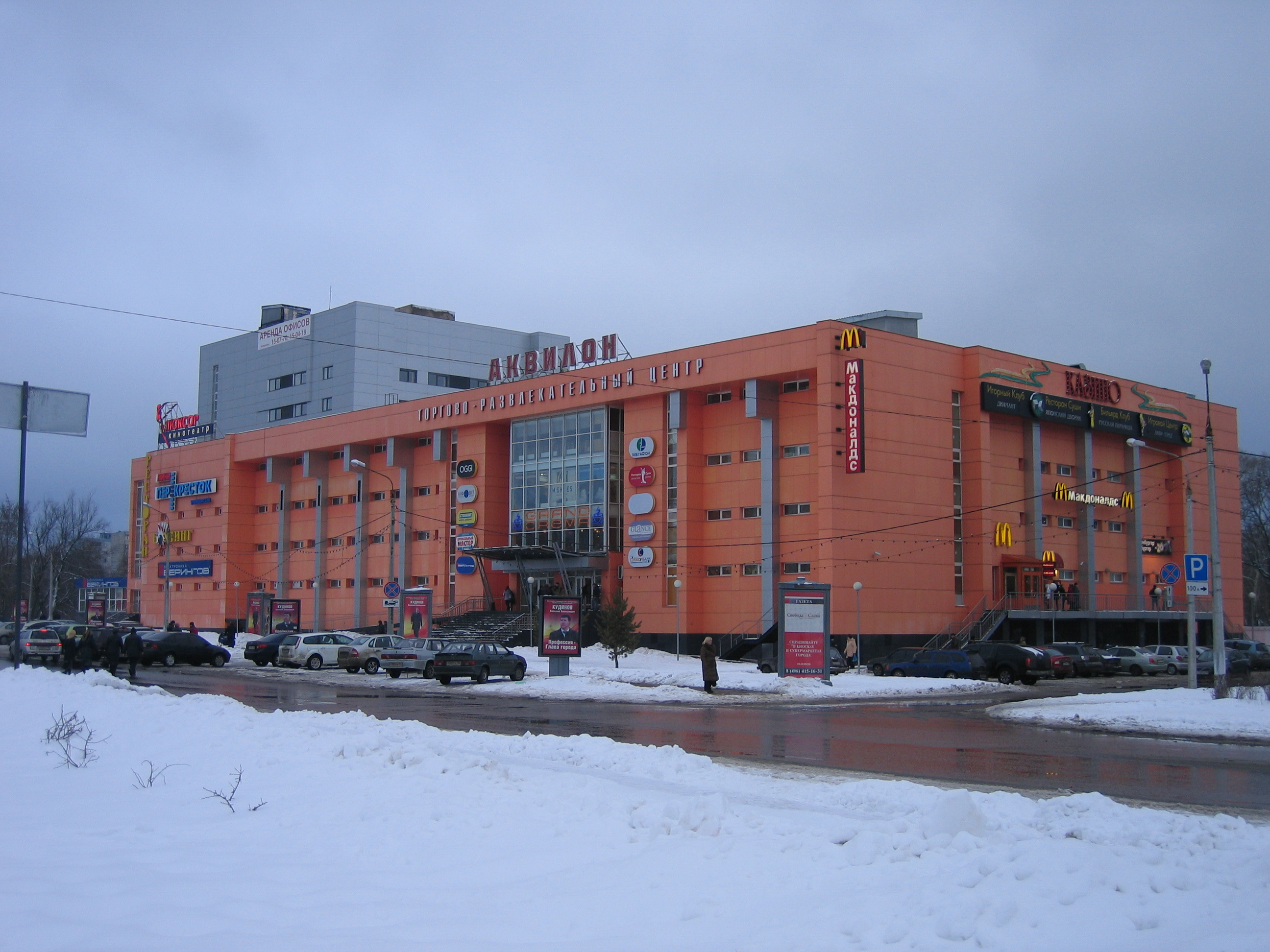
ТРЦ «Аквилон»
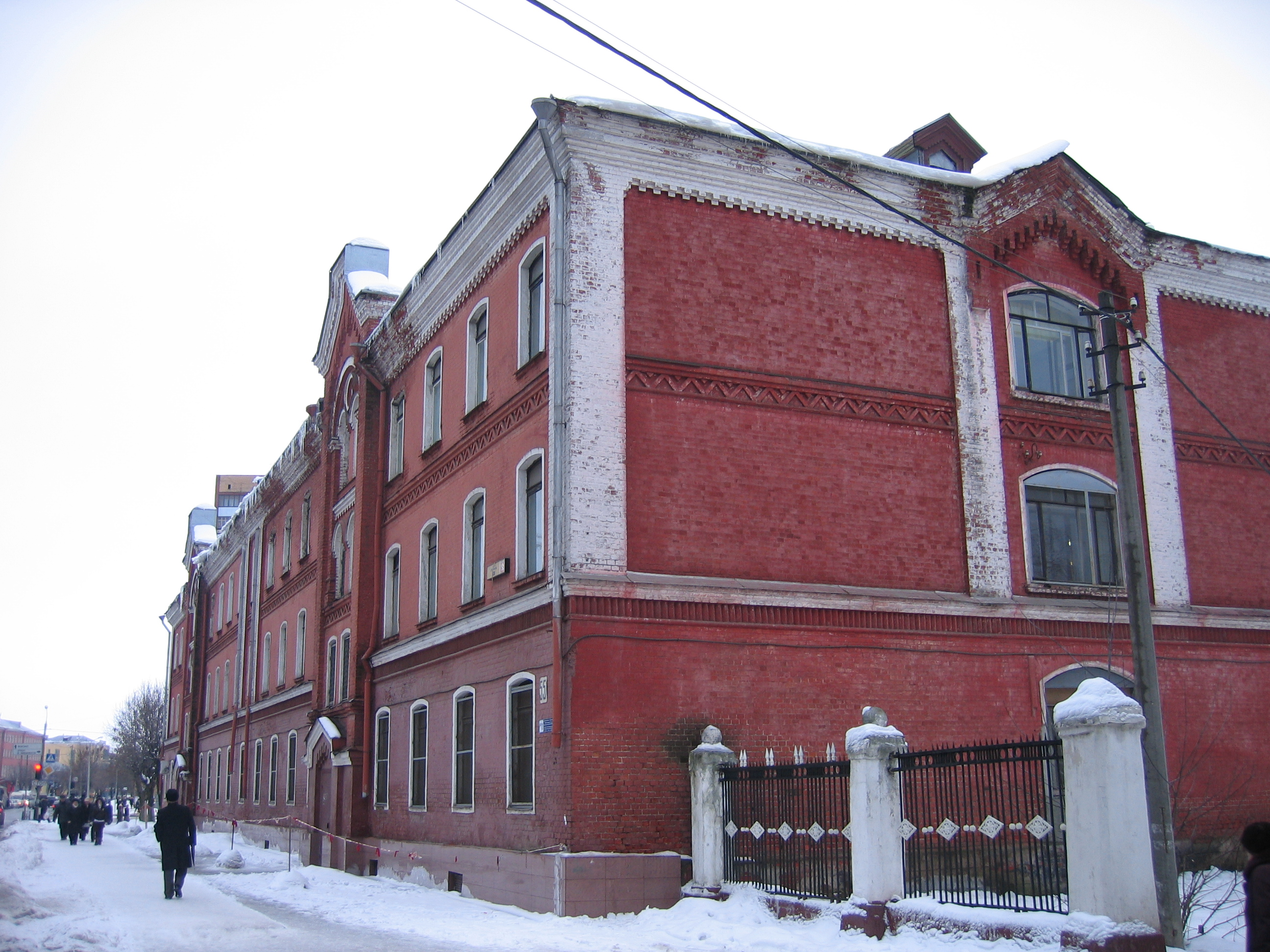
Бывшее здание 79-й казармы (ныне корпус Текстильного техникума)
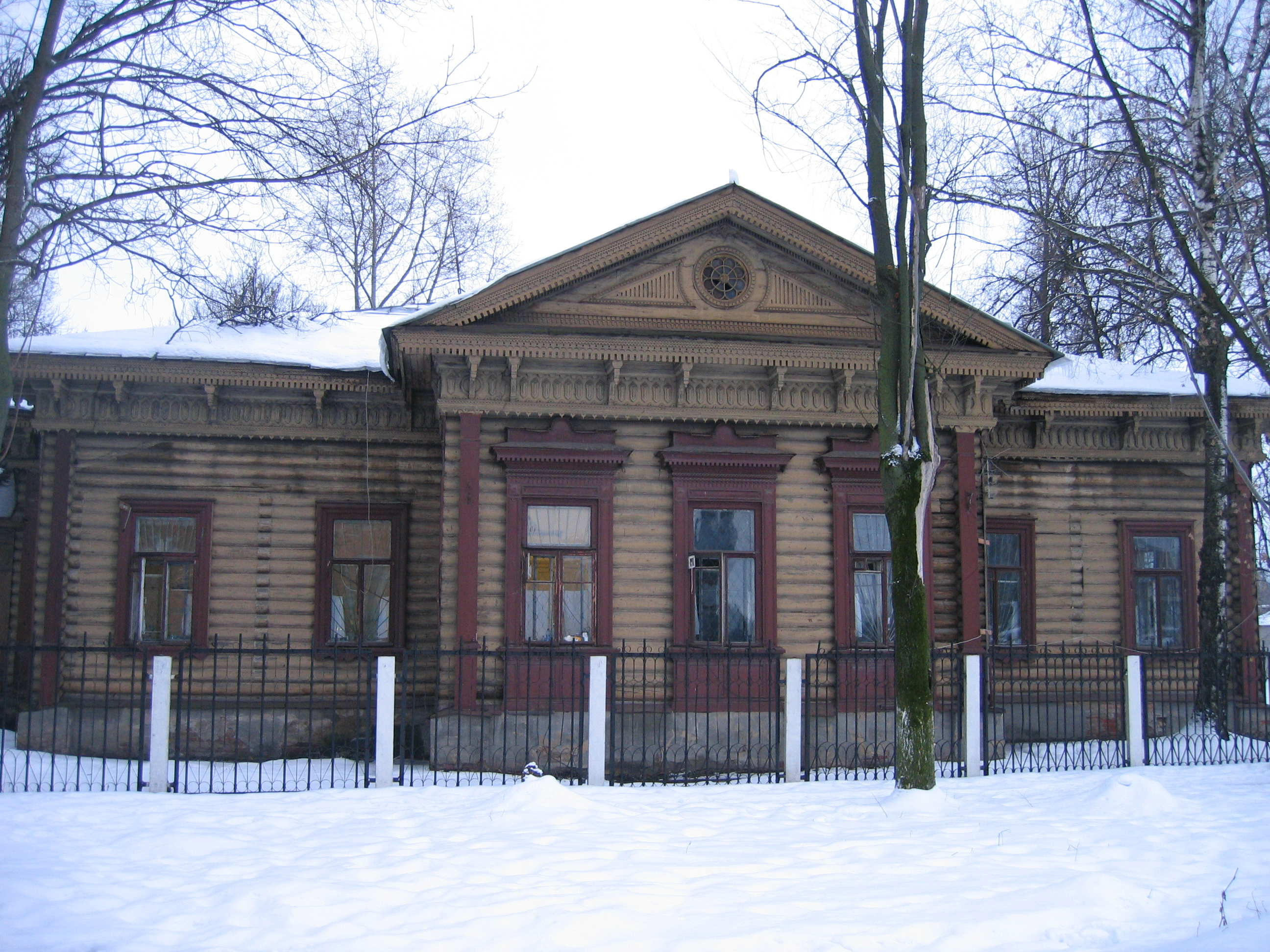
Отделение кожновенерологического диспансера

### Нечётная сторона
- В начале улицы — памятник погибшим в Великой Отечественной войне.
- № 45-49 — самый длинный дом в городе (400 м).
- № 53 — казарма (1896 г.).
- № 57 — аптека в стиле конструктивизм (1927 г.).
- № 63 — Административное здание, известное в народе как «старый Дом Советов» (дом служащих Никольской мануфактуры, 1910 г.).
- № 85 — торговый центр «Аквилон» (1987—2004 гг.).
- № 93 — Центр детского творчества «Родник» (бывший Дом пионеров).

### Чётная сторона
- У дома № 36 — памятник В. И. Ленину (1931 г.).
- Напротив дома № 65 — памятник В. В. Маяковскому (1953 г.).
- № 44а — неоконструктивистское здание торгово-офисного назначения (1990-е гг.).
- № 46 — здание почтамта довоенной постройки.